# Mach & Daddy
Mach & Daddy (de leur vrai nom Pedro Machore (1984 - ) et Martin Machore (1987 - )) sont deux chanteurs panaméens qui connaissent un grand succès.
Ce duo est l'auteur d'un tube de 2005, Pásame la botella, qui a résonné dans les radios et télévisions locales au rythme du reggaeton, mais ce rythme ressemble plus à un duo de reggae aux couleurs des Caraïbes, une variété de plena, un genre musical pratiqué uniquement à Panama qui se dérive du dancehall jamaïcain influencé par d'autres mélanges de soca ou musique haïtienne et quelques influences de hip-hop locaux et de sonorités africaines... voire de calypso.